# فينس جولدسميث
فينس جولدسميث (بالإنجليزية: Vince Goldsmith)‏ هو لاعب كرة القدم الكندية أمريكي، ولد في 20 يوليو 1959 في فورت رايلي في الولايات المتحدة.